# Verwaltungsgemeinschaft Neumühle/Elster

Lage der ehemaligen Verwaltungsgemeinschaft im Landkreis Greiz

In der Verwaltungsgemeinschaft Neumühle/Elster im heutigen thüringischen Landkreis Greiz hatten sich zuletzt sechs Gemeinden zur Erledigung ihrer Verwaltungsgeschäfte zusammengeschlossen.

## Die Gemeinden
1. Daßlitz
2. Kleinreinsdorf
3. Neugernsdorf
4. Neumühle/Elster
5. Nitschareuth
6. Waltersdorf b. Berga/Elster

## Geschichte
Die Verwaltungsgemeinschaft wurde am 22. Januar 1992 gegründet. Zum 31. Dezember 1995 wurde sie aufgelöst. Neugernsdorf wurde Mitglied der Verwaltungsgemeinschaft Leubatal. Kleinreinsdorf und Waltersdorf b. Berga/Elster wurden selbstständige Gemeinden. Für Neumühle/Elster wurde Greiz erfüllende Gemeinde. Daßlitz und Nitschareuth wurden nach Langenwetzendorf eingemeindet.
Am 31. Dezember 1995 betrug die Einwohnerzahl 2253, ein Jahr zuvor ebenso.